# Ignacio Arellano
Ignacio Arellano Ayuso (Corella, Navarra, 8 de junio de 1956) es un filólogo e historiador de la literatura español.

## Biografía
Doctor de Literatura Española por la Universidad de Navarra, y catedrático de esa misma universidad, ha sido titular de la Universidad de León y catedrático en la de Extremadura. Su campo investigación se ha centrado en la literatura del Siglo de Oro. Fundó y dirige el Grupo de Investigación Siglo de Oro (GRISO), que forma parte del macroproyecto Patrimonio Teatral Clásico Español, financiado por el programa ministerial Consolider. Ha sido profesor visitante en diversas universidades: Duke University, Universidad de Pisa, Universidad de Toulouse y Universidad de Buenos Aires, entre otras. Desde 2006 es miembro correspondiente de la Academia Chilena de la Lengua.
En 1985 fundó, junto a Jesús Cañedo, la revista Rilce; en 1997 La Perinola. Revista de Investigación Quevediana; y en 2008 el Anuario Calderoniano. Asimismo, es fundador y director del Instituto de Estudios Tirsianos (en colaboración con la Orden Mercedaria), de la colección Biblioteca Áurea Hispánica, así como del Centro de Estudios Indianos y de la Biblioteca Indiana.
Es autor de numerosos e importantes estudios y ediciones críticas de las principales obras del Siglo de Oro español de autores como Calderón de la Barca, Quevedo, Tirso de Molina o Bances Candamo, entre otros.

## Obra publicada
Su línea de investigación abarca la literatura del Siglo de Oro, en especial su teatro.
- Poesía satírico burlesca de Quevedo, Pamplona, EUNSA, 1984. Segunda ed. Madrid, Iberoamericana-Vervuert, 2003.
- Francisco de Quevedo. Los sueños, edición de I. Arellano, Madrid, Cátedra, 1991.
- Historia del teatro español del siglo XVII, Madrid, Cátedra, 1995.
- Convención y recepción. Estudios sobre el teatro del Siglo de Oro, Madrid, Gredos, 1999.
- Diccionario de los autos sacramentales de Calderón, Kassel, Reichenberger, 2000.
- Estructuras dramáticas y alegóricas en los autos de Calderón, Kassel, Reichenberger, 2001.
- Tesoro de la lengua castellana. S. de Covarrubias, col. R. Zafra, Madrid, Iberoamericana, 2006.
- El escenario cósmico. Estudios sobre la comedia de Calderón, Madrid, Iberoamericana, 2006.
- Los rostros del poder en el Siglo de Oro. Ingenio y espectáculo, Sevilla, Renacimiento, 2011.
- El ingenio de Lope de Vega. Escolios a las Rimas de Tomé de Burguillos, Nueva York, IDEA/IGAS, 2012.